# Ordre du Mérite sanitaire José Fernández Madrid
L'Ordre du Mérite sanitaire José Fernández Madrid (en espagnol : Orden del Mérito Sanitario « José Fernández Madrid ») est un ordre honorifique de Colombie, créé en 1950. L’ordre est décerné aux membres des forces armées colombiennes pour services distingués dans le domaine médical.

## Critères d’attribution
L’Ordre du Mérite sanitaire José Fernández Madrid est principalement décerné aux membres du Corps médical militaire colombien pour leurs actes d’héroïsme, l’excellent état d’esprit et la discipline militaires, la performance dans l’instruction dans le développement des tâches de l’état-major général, la recherche scientifique au profit des forces armées colombiennes et le service distingué. Les membres des autres branches des forces armées colombiennes peuvent aussi recevoir cet ordre, ainsi que le personnel civil et militaire étranger,.
Le ruban de l’Ordre est blanc, avec des extrémités jaunes et d’étroites rayures bleues et rouges .

## Grades
L’Ordre du Mérite sanitaire José Fernández Madrid est décerné dans les grades suivants :
- Grand-croix (Gran Cruz)
- Grand officier (Gran Oficial)
- Commandeur (Comendador)
- Officier (Oficial)
- Chevalier (Caballero)
- Compagnon (Compañero)

| Grand-croix | Grand officier | Commandeur |
| Officier    | Chevalier      | Compagnon  |

## Récipiendaires notables
- C. Walton Lillehei[6]